# Skrzynka (jezioro w powiecie żnińskim)
Skrzynka, Skrzyka – jezioro w Polsce, położone w województwie kujawsko-pomorskim, w powieie żnińskim, w gminie Żnin, na terenie Pojezierza Żnińsko-Mogileńskiego.

## Charakterystyka
Jezioro bezpośrednio połączone z jeziorem Biskupińskim. W pobliżu znajduje się miejscowość Godawy. Południowy brzeg jeziora stanowi granicę gminy Gąsawa.

## Dane morfometryczne
Powierzchnia zwierciadła wody według różnych źródeł wynosi od 23,5 ha do 27,9 ha. Zwierciadło wody położone jest na wysokości 79,8 m n.p.m. Średnia głębokość jeziora wynosi 8,7 m, natomiast głębokość maksymalna 19,5 m.
W oparciu o badania przeprowadzone w 2004 roku wody jeziora zaliczono do II klasy czystości.

## Hydronimia
Według urzędowego spisu opracowanego przez Komisję Nazw Miejscowości i Obiektów Fizjograficznych (KNMiOF) nazwa tego jeziora to Skrzynka. W różnych publikacjach i na mapach topograficznych jezioro to występuje pod nazwą Skrzyka.